# Jimmy McNulty
Jimmy McNulty (Runcorn, 13 febbraio 1985) è un allenatore di calcio ed ex calciatore scozzese, di ruolo difensore, allenatore del Rochdale.

## Carriera

### Giocatore

#### Club
Ha giocato nella seconda divisione inglese con la maglie di Scunthorpe Utd e Barnsley.

#### Nazionale
Ha giocato nelle nazionali giovanili scozzesi Under-17 ed Under-19.

### Allenatore
Nel 2022, mentre era ancora giocatore, è stato allenatore ad interim del Rochdale; nel 2023, dopo il ritiro, ha iniziato ad allenare il medesimo club.